# Tubo pollinico

Diagramma del ciclo della vita di un'angiosperma. Da notare il ruolo del tubo pollinico durante il processo di fertilizzazione.

In botanica, il tubetto pollinico è un prolungamento dei granuli di polline che viene estroflesso per permettere il passaggio dei gameti maschili agli stigmi dei fiori, quindi dal granulo di polline fino all'ovulo. 

## Funzione
Il tubo pollinico germina nello stigma, cresce attraverso lo stilo e si dirige verso il sacco embrionale o gametofito femminile delle angiosperme, il quale viene ad ubicarsi dentro l'ovulo. Dentro il tubo viaggiano i nuclei generativi o gameti mascolini. Arrivando nella zona del micropilo, il tubo pollinico l'attraversa, scaricando il suo contenuto vicino a una delle sinergidi del sacco embrionale. Una volta scaricato il suo contenuto, i nuclei generativi si fondono con la oosfera e con i nuclei polari in un processo conosciuto come doppia fecondazione. Questo processo prende il nome di Sifonogamia. Sebbene molti granuli di polline arrivino allo stigma e germinano, soltanto uno produrrà la fecondazione. Il citoplasma, i gameti e il nucleo della cellula vegetativa si trovano nella porzione apicale del tubo pollinico. Più sopra si incontra un gigantesco vacuolo che aumenta di stazza tramite incorporazione costante di acqua.

## Struttura
La relazione del tubo pollinico con la intina del granulo di polline non è stata completamente resa ancora chiara. Con il microscopio ottico, il tubo sembra spingere ai due lati lo strato di intina che si trova nell'apertura del granulo di polline; con microscopio elettronico l'intina appare continua con la parete del tubo, il quale cresce sopra il tessuto trasmettitore dello stilo, sopra le cellule, fra loro o sulle pareti stesse. Le pareti cellulari o le laminette medie sono dissolte dagli enzimi della pectinasi prodotti all'estremità del tubo. Il tubo pollinico cresce per allungamento, essenzialmente tramite un processo di sintesi della parete cellulare alla sua estremità, portato a capo dai dittiosomi i quali apportano il loro contenuto (pectina e emicellulose) per costituire la parete cellulare. Il tubo segue il suo sviluppo sopra il tessuto trasmettitore ovarico e porta l'ovulo, nel quale può penetrare generalmente dal micropilo (porogamia) o, eccezionalmente per altri luoghi (aporogamia, come per esempio nei tegumenti dell'Ulmus, o nella calaza della Casuarina) Gli ovuli di alcune piante (Beta, Gasteria, Paspalum, Ornithogalum) presentano un essudato micropilare viscoso che contiene proteine e carboidrati che possibilmente serve come fonte nutrizionale e anche come guida per il tubo pollinico.